# Clásica a los Puertos de Guadarrama
De Clásica a los Puertos de Guadarrama was een eendaagse klimkoers die sinds 1920 verreden werd in de Sierra de Guadarrama, in de omgeving van de stad Guadarrama in de regio Madrid. Sinds 2005 maakte hij deel uit van de UCI Europe Tour in de categorie 1.1. Na 2008 is de koers niet meer verreden.

## Lijst van winnaars

### Meervoudige winnaars
| Overwinningen | Renner                 | Land   | Jaren      |
| ------------- | ---------------------- | ------ | ---------- |
| 2             | Telmo Garcia           | Spanje | 1925, 1928 |
| 2             | Manuel Lopez           | Spanje | 1929, 1930 |
| 2             | Francisco Llana Deblas | Spanje | 1931, 1933 |
| 2             | Antonio Montes         | Spanje | 1935, 1936 |
| 2             | Julian Berrendero      | Spanje | 1944, 1947 |
| 2             | Bernardo Ruiz          | Spanje | 1950, 1951 |
| 2             | Laudelino Cubino       | Spanje | 1986, 1988 |
| 2             | Fernando Escartín      | Spanje | 1994, 1996 |

### Overwinningen per land
| Overwinningen | Land                                   |
| ------------- | -------------------------------------- |
| 59            | Spanje                                 |
| 2             | Colombia                               |
| 1             | Australië , Rusland , Verenigde Staten |